# Quốc huy Bolivia
Quốc huy Bolivia, với trung tâm là một tấm khiên hình bầu dục, được bao quanh bởi quốc kỳ Bolivia, hai khẩu súng hỏa mai bắt chéo, hai cành nguyệt quế và trên cùng là con Kênh kênh khoang cổ (Thần ưng Andes). Trên tấm khiên, vòng cung phía dưới có 10 ngôi sao tượng trưng cho 9 khu vực của Bolivia và tỉnh cũ Litoral đã bị sáp nhập vào Chile năm 1879. Vòng cung trên của tấm khiên là dòng chữ "Bolivia". Trên tấm khiên có vẽ hình phong cảnh, có núi, có đồng bằng, có ánh mặt trời nhô lên thể hiện quan cảnh địa lý của đất nước. Trên cánh đồng có một con alpaca đứng cạnh một bó lúa mì và một cây cọ, alpaca được xem là con vật quốc gia.
Xung quanh lá chắn có 3 quốc kỳ Bolivia mỗi bên, đằng sau là hai khẩu súng bắt chéo tượng trưng cho cuộc đấu tranh giành độc lập. Bên trên hai khẩu súng là một cái riều và một cái mũ Phrygian đỏ, biểu tượng cho tự do và độc lập. Hai nhánh nguyệt quế đại diện cho hòa bình, con chim thần ưng Andes nằm phía trên tượng trưng cho sự sẵn sàng bảo vệ đất nước. Trong một số quốc huy khác, hai khẩu súng hỏa mai được thay thế bằng hai khẩu đại bác.

## Liên kết
- Bolivia could put coca leaves on coat of arms, Reuters.com